# 比特姆 (喬治亞州)
比特姆（英語：Beatum）是位於美國喬治亞州查圖加縣的一個非建制地區。該地的面積和人口皆未知。

## 地理
比特姆的座標為34°27′21″N 85°29′30″W / 34.45583°N 85.49167°W，而該地的平均海拔高度為224米（即735英尺）。